# Triptychus niveus
Triptychus niveus är en snäckart som beskrevs av Morch 1875. Triptychus niveus ingår i släktet Triptychus och familjen Pyramidellidae. Inga underarter finns listade i Catalogue of Life.